# برانسویک غربی (ویکتوریا)
برانسویک غربی (به انگلیسی: Brunswick West) یک حومه شهر در استرالیا است که در City of Moreland واقع شده‌است.